# Mühlberg/Elbe
Mühlberg/Elbe è una città del Brandeburgo, in Germania. Appartiene al circondario dell'Elba-Elster.

## Storia
Nel 1228 fu fondata a Mühlberg l'abbazia cistercense di Marienstern, che nel 1539 fu secolarizzata.
Nel 1547, presso Mühlberg, l'esercito del Sacro Romano Impero guidato da Carlo V d'Asburgo sconfisse l'esercito della Confederazione protestante tedesca guidato da Giovanni Federico I di Sassonia.

## Geografia antropica
La città di Mühlberg/Elbe è suddivisa in 6 frazioni (Ortsteil):
- Altenau (con la località di Wendisch-Borschütz)
- Brottewitz
- Fichtenberg (con le località di Borschütz, Gaitzsch e Schweditz)
- Koßdorf (con la località di Lönnewitz)
- Martinskirchen (con la località di Altbelgern)
- Mühlberg/Elbe (con le località di Köttlitz e Weinberge)

## Società

### Evoluzione demografica
- Sviluppo della popolazione dal 1875 entro gli attuali confini (Linea Blu: Popolazione; Linea puntata: Confronto dello sviluppo della popolazione dello stato del Brandenburgo; Sfondo grigio: Ai tempi del governo nazista; Sfondo rosso: Al tempo del governo comunista)
- Sviluppo recente della popolazione (Linea blu) e previsioni

| Anno | Abitanti |
| ---- | -------- |
| 1875 | 5 468    |
| 1890 | 5 854    |
| 1910 | 5 895    |
| 1925 | 6 244    |
| 1933 | 6 288    |
| 1939 | 6 700    |
| 1946 | 8 862    |
| 1950 | 8 660    |
| 1964 | 6 836    |
| 1971 | 6 973    |
| 1981 | 6 433    |

| Anno | Abitanti |
| ---- | -------- |
| 1985 | 6 349    |
| 1989 | 6 193    |
| 1990 | 6 076    |
| 1991 | 5 956    |
| 1992 | 5 916    |
| 1993 | 5 838    |
| 1994 | 5 736    |
| 1995 | 5 662    |
| 1996 | 5 586    |
| 1997 | 5 499    |

| Anno | Abitanti |
| ---- | -------- |
| 1998 | 5 435    |
| 1999 | 5 307    |
| 2000 | 5 185    |
| 2001 | 5 067    |
| 2002 | 4 957    |
| 2003 | 4 857    |
| 2004 | 4 768    |
| 2005 | 4 698    |
| 2006 | 4 581    |
| 2007 | 4 485    |

| Anno | Abitanti |
| ---- | -------- |
| 2008 | 4 437    |
| 2009 | 4 334    |
| 2010 | 4 244    |
| 2011 | 4 128    |
| 2012 | 4 051    |
| 2013 | 3 969    |
| 2014 | 3 892    |
| 2015 | 3 856    |
| 2016 | 3 813    |
| 2017 | 3 745    |

| Anno | Abitanti |
| ---- | -------- |
| 2018 | 3 734    |
| 2019 | 3 671    |
| 2020 | 3 630    |

Fonti dei dati sono nel dettaglio nelle Wikimedia Commons..

## Amministrazione

### Gemellaggi
Mühlberg è gemellata con:
- Gutach (Schwarzwaldbahn)
- Nieszawa